# La peña de los Parra (álbum de 1965)
La peña de los Parra es un álbum lanzado en Chile en 1965, que corresponde al primero de los trabajos que se produjeron en torno a la peña de los Parra, famosa peña folclórica chilena abierta ese mismo año en Santiago por los hermanos Isabel y Ángel Parra, hijos de Violeta Parra.
En el disco participan los músicos Rolando Alarcón, Patricio Manns, Ángel Parra e Isabel Parra. Estos últimos participan tanto por separado como juntos en su dúo Isabel y Ángel Parra.

## Lista de canciones
| Lado A |                                                                   |                        |                      |          |  |
| N.º    | Título                                                            | Música                 | Intérprete           | Duración |  |
| 1.     | «Río Manzanares»                                                  | José Antonio López     | Isabel y Ángel Parra | 2:00     |  |
| 2.     | «En Lota la noche es brava» (versión de «Entre mar y cordillera») | Patricio Manns         | Patricio Manns       | 4:08     |  |
| 3.     | «Décimas del folklore venezolano»                                 | tradicional venezolana | Isabel y Ángel Parra | 3:11     |  |
| 4.     | «Yo defiendo mi tierra»                                           | Rolando Alarcón        | Isabel y Ángel Parra | 2:19     |  |
| 5.     | «Parabién de la paloma»                                           | Rolando Alarcón        | Rolando Alarcón      | 2:59     |  |
| 6.     | «Hasta cuándo, compañero»                                         | Ángel Parra            | Ángel Parra          | 1:54     |  |
| 16:31  |                                                                   |                        |                      |          |  |

| Lado B |                                                               |                                 |                      |          |  |
| N.º    | Título                                                        | Música                          | Intérprete           | Duración |  |
| 7.     | «La tropillita»                                               | Sofanor Tobar                   | Isabel y Ángel Parra | 2:10     |  |
| 8.     | «Ya no canto tu nombre» (versión de «Entre mar y cordillera») | Patricio Manns, Edmundo Vásquez | Patricio Manns       | 2:24     |  |
| 9.     | «La jardinera»                                                | Violeta Parra                   | Isabel Parra         | 3:11     |  |
| 10.    | «Canción para mi América»                                     | Daniel Viglietti                | Isabel y Ángel Parra | 1:51     |  |
| 11.    | «Refalosa del morro»                                          | Rolando Alarcón                 | Rolando Alarcón      | 2:08     |  |
| 12.    | «Los parecidos / El sacristán vivaracho»                      | Roberto Parra                   | Ángel Parra          | 3:16     |  |
| 15:00  |                                                               |                                 |                      |          |  |